# 圣雷米欧布瓦 (加来海峡省)
圣雷米欧布瓦（法語：Saint-Rémy-au-Bois，法語發音：[sɛ̃ ʁemi o bwa]）是法国上法兰西大区加来海峡省的一个市镇，属于蒙特勒伊区。

## 地理
圣雷米欧布瓦（50°22'1"N, 1°52'27"E）面积4.05 平方千米，位于法国上法蘭西大區加来海峡省，该省份为法国北部沿海省份，西北濒北海，南至索姆省，东临北部省。
与圣雷米欧布瓦接壤的市镇（或旧市镇、城区）包括：康帕涅莱塞丹、比尔勒塞克、杜里耶、古伊圣安德烈、曼特奈、索尔舒瓦。

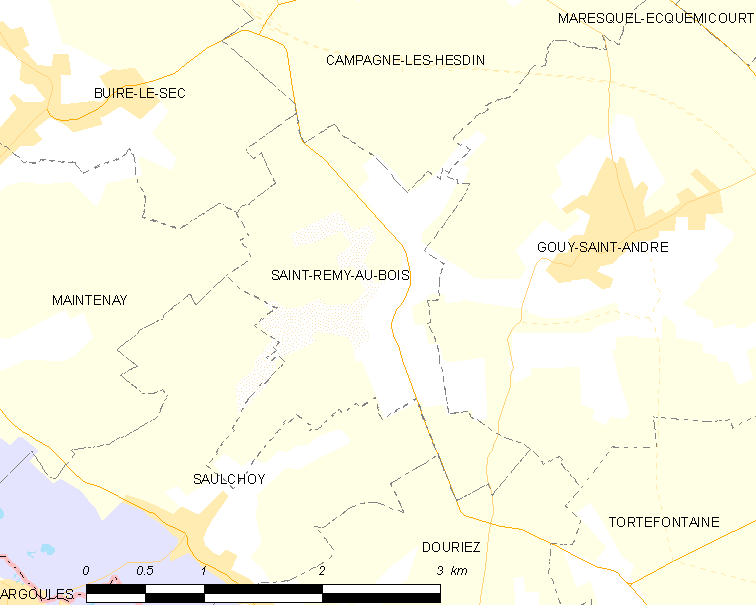
的OSM定位图

圣雷米欧布瓦的时区为UTC+01:00、UTC+02:00（夏令时）。

## 行政
圣雷米欧布瓦的邮政编码为62870，INSEE市镇编码为62768。

## 政治
圣雷米欧布瓦所属的省级选区为欧克西堡县。

## 人口

1962-2008年间人口变化图示

圣雷米欧布瓦于2022年1月1日时的人口数量为106人。